# Menegazzia kantvilasii
Menegazzia kantvilasii är en lavart som beskrevs av P. James. Menegazzia kantvilasii ingår i släktet Menegazzia och familjen Parmeliaceae.   Inga underarter finns listade i Catalogue of Life.